# Storabborrtjärnen (Linsells socken, Härjedalen)
Storabborrtjärnen är en sjö i Härjedalens kommun i Härjedalen och ingår i Dalälvens huvudavrinningsområde.